# 村﨑五郎
村﨑 五郎（むらさき ごろう、1966年 - ）は猿まわし師。本名は村﨑 義則。周防猿まわしの会所属。

## 経歴・人物
山口県光市出身。父は猿まわしを復興した村﨑義正、兄も猿まわし師の村﨑太郎。
高校の体育教師となり、野球部を甲子園に出場させることを夢みて、日本体育大学に進学。しかし、1985年、大学1年の時に「周防猿まわしの会」の先輩調教師が退会したため、急遽、初代チョロ松とコンビを結成。大学の卒業論文も「猿まわし」をテーマにした。
初代チョロ松は後に、ソニー「ウォークマン」のテレビCMでも有名となった。
1990年に初代チョロ松引退後、二代目チョロ松とコンビを組む。1991年には「猿まわし5人衆」に出演し、文化庁芸術祭賞を受賞する。1996年に「富士お猿の里・河口湖猿まわし劇場」がオープンして以来、同劇場を中心に活動する。
2002年に二代目チョロ松が引退。現在は三代目チョロ松とコンビを組んでいる。
2024年現在、5代目チョロ松と活動されているそうです。チョロ松の年齢は9歳